# Emil Kaufmann
Emil Kaufmann (* 28. März 1891 in Wien; † 1953 in Cheyenne, Wyoming) war ein österreichischer Kunst- und Architekturhistoriker.

## Leben
Emil Kaufmann, Sohn des Kaufmanns Max Kaufmann († 1902), besuchte das Maximiliansgymnasium im IX. Bezirk bis zum Abitur 1909, wo Fritz Saxl sein Mitschüler war. Von 1909 bis 1911 besuchte er die Exportakademie in Wien. Von 1913 bis 1920 studierte er Kunstgeschichte, Klassische Archäologie und Philosophie in Wien und Innsbruck, unterbrochen durch Krankheit und Teilnahme am Ersten Weltkrieg. 1920 wurde er in Wien bei Max Dvořák promoviert. Von 1920 bis 1938 verdiente er sich seinen Lebensunterhalt als Bankangestellter, war daneben jedoch weiter wissenschaftlich tätig, publizierte Artikel und hielt Vorträge. Aufgrund der rassischen Verfolgung als Jude emigrierte er 1940 in die USA, wobei ihn Meyer Schapiro unterstützte. Zunächst ging er zu Verwandten nach Kalifornien, 1942 übersiedelte er an die Ostküste. Er hielt zwar Vorträge an verschiedenen Universitäten, konnte jedoch keine feste Stelle finden.
Sein Forschungsgebiet war seit seiner Dissertation die „Revolutionsarchitektur“, ein Begriff, der von ihm geprägt wurde.

## Veröffentlichungen (Auswahl)
- Die Entwürfe des Architekten Ledoux und die Ästhetik des Klassizismus. Dissertation Wien 1920, teilweise publiziert als:
  - Die Architekturtheorie der französischen Klassik und des Klassizismus. In: Repertorium für Kunstwissenschaft 44, 1924
  - Architektonisch Entwürfe aus der Zeit der französischen Revolution. In: Zeitschrift für bildende Kunst 64, 1929
  - Die Stadt des Architekten Ledoux: Zur Erkenntnis der autonomen Architektur.  In: Kunstwissenschaftlichen Forschungen 2, 1933
- Die Kunst der Stadt Baden. Österreichischer Bundesverlag, Wien 1925.
- Von Ledoux bis Le Corbusier. Ursprung und Entwicklung der Autonomen Architektur. Passer, Wien 1933.
- Three Revolutionary Architects Boullée, Ledoux and Lequeu. In Transactions of the American Philosophical Society  42, 3, 1952; S. 431–564.
- Architecture in the Age of Reason. Baroque and Post-Baroque in England, Italy, and France. Harvard University Press, Cambridge, MA 1955.